# Denkmalgeschützte Objekte im Bezirk Feldkirchen
Im Bezirk Feldkirchen bestehen 142 denkmalgeschützte Objekte. Die unten angeführte Liste führt zu den Gemeindelisten und gibt die Anzahl der Objekte an.
| Gemeindeliste | Objektanzahl |
| ------------- | ------------ |
| Albeck        | 8            |
| Feldkirchen   | 62           |
| Glanegg       | 9            |
| Gnesau        | 7            |
| Himmelberg    | 8            |
| Ossiach       | 4            |
| Reichenau     | 10           |
| Sankt Urban   | 8            |
| Steindorf     | 16           |
| Steuerberg    | 10           |